# دورة برايتون
دورة برايتون في الفيزياء وفي ألهندسة الميكانيكية (بالإنجليزية: Brayton cycle) هي دورة ترموديناميكية تصف عمل التوربين الغازي ، وهي تعتبر مبدأ عمل المحرك النفاث. وتسمى الدورة باسم مخترعها جورج برايتون (1830 - 1892) ، المهندس الأمريكي. وتسمى أحيانا «دورة جول» . وتوجد دورة أخرى تشبهها تسمى دورة إريكسون ولكن الأخيرة تستخدم تسخين خارجي كما تستخدم تدوير جزء من الحرارة.

## تأريخ
تقدم جورج بريتون، المهندس الأمريكي عام 1872 للحصول على براءة اختراع تختص بمحرك من اختراعه يسمى «ريدي موتور». وكانت الآلة تستخدم مكبسا وغرفة تمدد. وكان الهواء يسخن بواسطة فرن داخلي عند دخوله إلى اسطوانة التمدد. وكان برايتون يقوم بتصنيع آلته هذه ويبيعها في السوق فكانت تستخدم لضخ المياه، وأشغال المناجم، وفي محركات السفن.
أن الآلة تعمل جيدا إلى أن كفاءتها كانت منخفضة حيث بلغت 17% فقط.
وفي عصرنا الحالي ترتبط دورة برايتون بعمل التوربين الغازي رغم أن برايتون كان يبني محركات تعمل بالمكابس فقط.
وتستغل دورة برايتون لتوضيح عمل محرك الاحتراق الداخلي مثل المحرك النفاث كما تطبق أيضا على محركات الاحتراق الخارجي.

## وصفها

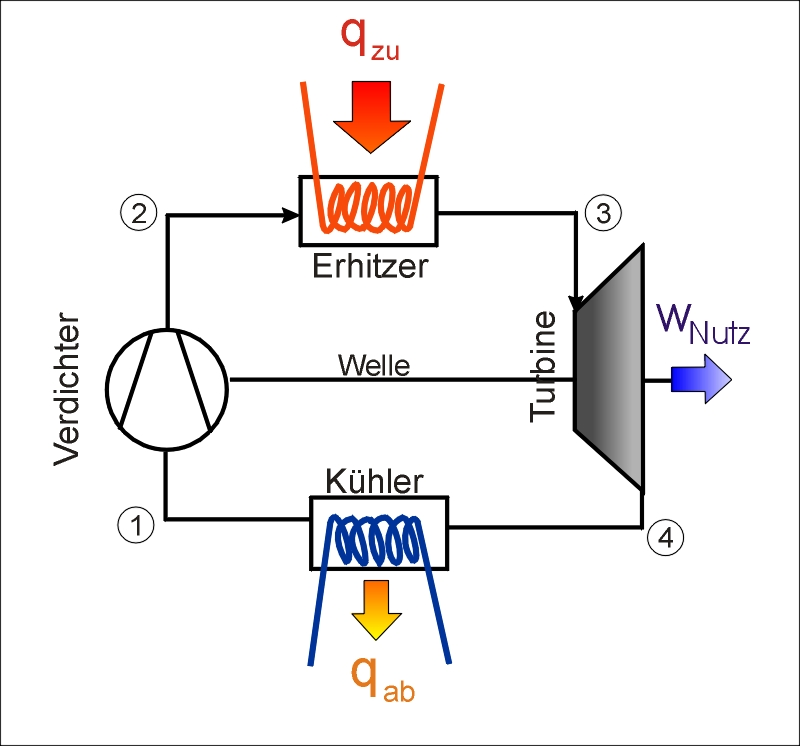
تمثيل ميكانيكي لدورة برايتون المغلقة.

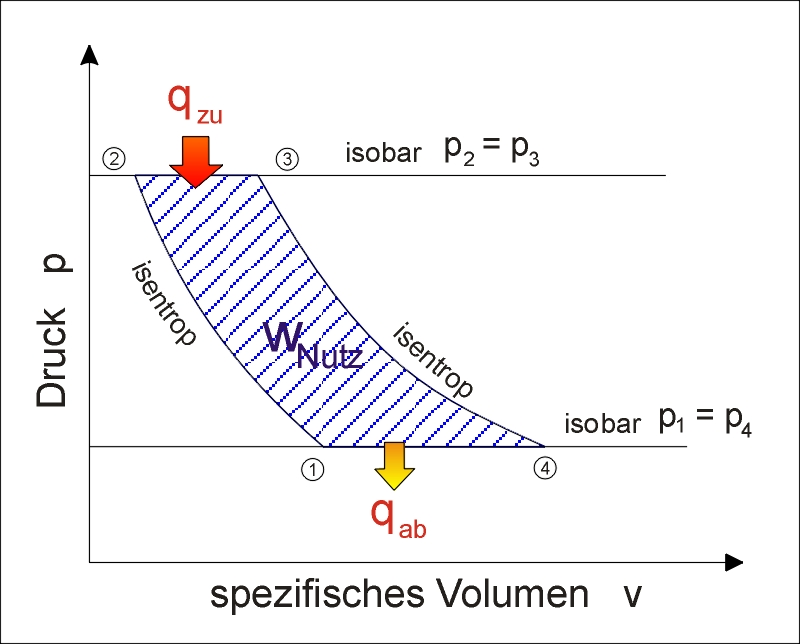
دورة برايتون في مخطط الضغط والحجم.

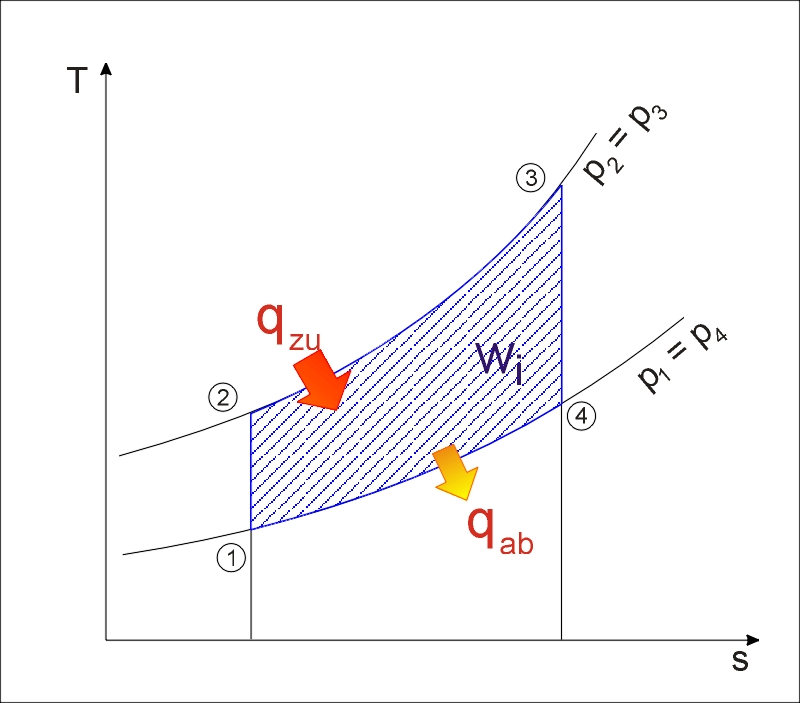
دورة برايتون في مخطط درجة الحرارة والإنتروبي.

تتكون الدورة من 4 مراحل (قارن مخطط الضغط والحجم):
- 1 - 2 عملية متساوية الإنتروبية بالكبس (dQ=0; dp>0, dv<0),
  - بواسطة عملية ضغط كظومة.
  - الشغل لعملية الضغط {\displaystyle +w_{t12}}
    - يرتفع الضغط من {\displaystyle p_{1}} إلى {\displaystyle p_{2}}
    - فترتفع درجة الحرارة من {\displaystyle T_{1}} إلى {\displaystyle T_{2}}
    - وينخفض الحجم النوعي من{\displaystyle v_{1}} إلى {\displaystyle v_{2}}
    - وتبقي الإنتروبيا ثابتة
- 2 - 3 عملية متساوية الضغط ، إمداد الحرارة (dp=0, dQ>0, dv>0),
  - بواسطة غرفة الاحتراق والتبادل الحراري
  - إمداد الحرارة النوعية {\displaystyle +q_{23}}
    - يبقى الضغط ثابتا
    - ترتفع درجة الحرارة من {\displaystyle T_{2}} إلى {\displaystyle T_{3}}
    - يتمدد الحجم من {\displaystyle v_{2}} إلى {\displaystyle v_{3}}
    - ويزيد الإنتروبي النوعي من {\displaystyle s_{2}} إلى {\displaystyle s_{3}}
- 3 - 4 تمدد خلال عملية متساوية الإنتروبية (dp<0, dQ=0, dv>0),
  - بواسطة توربين يعمل كعملية كظومة
  - التوربين يُنتج الشغل {\displaystyle w_{t34}}
    - وينخفض الضغط من {\displaystyle p_{3}} إلى {\displaystyle p_{4}}
    - وتنخفض درجة الحرارة من {\displaystyle T_{3}} إلى {\displaystyle T_{4}}
    - ويتمدد الحجم النوعي من {\displaystyle v_{3}} إلى {\displaystyle v_{4}}
    - الإنتروبية النوعية تبقى ثابتة.
- 4 - 1 إخراج الحرارة الباقية(dp=0, dQ<0, dv<0).
  - بواسطة تبادل حراري مع مبرد
  - تحرر الحرارة النوعية {\displaystyle q_{41}}
    - ويبقى الضغط ثابتا
    - فتنخفض درجة الحرارة من {\displaystyle T_{4}} إلى {\displaystyle T_{1}}
    - ويقل الحجم من {\displaystyle v_{4}} إلى {\displaystyle v_{1}}
    - وتنخفض الإنتروبية النوعية من {\displaystyle s_{4}} إلى {\displaystyle s_{1}}

تعطينا المساحة المحصورة داخل المنحنيات (1 - 2 - 3 - 4) الشغل W الناتج من الدورة.
ويتم إمداد الدورة بالحرارة عن طريق احتراق وقود. وفي المحرك النفاث يكون الوقود هو الكيروسين، وهو سائل ينتج خلال تكرير النفط أثناء إنتاج البنزين والديزل.
وتوضح الصور الآتية المنحنيات المكتسبة لدورة عملية ودوال الحالة وبيانات العمليات نتجت من عمليات حسابية لدورة برايتون عملية:
| مخططات الدورة ونتائج الحسابات | مخططات الدورة ونتائج الحسابات |
| ----------------------------- | ----------------------------- |
|                               |                               |
|                               |                               |

## الكفاءة

### كفاءة دورة برايتون ذات المرحلة الواحدة
تعرف الكفاءة الحرارية بأنها النسبة بين الشغل المكتسب إلى الطاقة المبذولة.
{\displaystyle \eta _{th}={\frac {\mbox{work}}{\mbox{Energy}}}}
ومن خلال دورة جول نكتسب الشغل الميكانيكي
wwork, من الحرارة qzu, التي زودنا بها الآلة، فنحصل على الآتي:
{\displaystyle \eta _{th}={\frac {w_{work}}{q_{zu}}}={\frac {q_{zu}-|q_{ab}|}{q_{zu}}}}
وهنا يمكن التعويض عن الحرارة بفرق الإنثالبي (قبل العملية وبعدها) :
{\displaystyle \ q_{zu}=h_{3}-h_{2}}
{\displaystyle \ q_{ab}=h_{4}-h_{1}}
بالنسبة لغاز مثالي يكون الإنتروبي النوعي h دالة لدرجة الحرارة ولا يعتمد على الضغط، فيكون:
{\displaystyle \ \Delta h=c_{p}\Delta T}
حيث: :{\displaystyle c_{p}} الحرارة النوعية للغاز.
ولذلك تكون أيضا:
{\displaystyle \eta _{th}=1-{\frac {T_{4}-T_{1}}{T_{3}-T_{2}}}=1-{\frac {T_{1}}{T_{2}}}=1-{\bigg (}{\frac {p_{1}}{p_{2}}}{\bigg )}^{\frac {\kappa -1}{\kappa }}}
يتضح من تلك العادلة الهامة ان الكفاءة الحرارية تعتمد اعتمادا كبيرا على النسبة بين درجتي الحرارة T1 و T2 ، ونظرا لأن درجات الحرارة هنا هي درجات الحرارة المطلقة فإن الكفاءة في معظم الآلات لا تتعدى 50 %.
وقد حصلنا على هذه المعادلة الأخيرة عن طريق تعيين تغير درجة الحرارة خلال عملية الكبس مع الاحتفاظ بعدم تغير الإنتروبي.
{\displaystyle \ {\frac {T_{1}}{T_{2}}}={\bigg (}{\frac {p_{1}}{p_{2}}}{\bigg )}^{\frac {\kappa -1}{\kappa }}={\frac {T_{4}}{T_{3}}}}

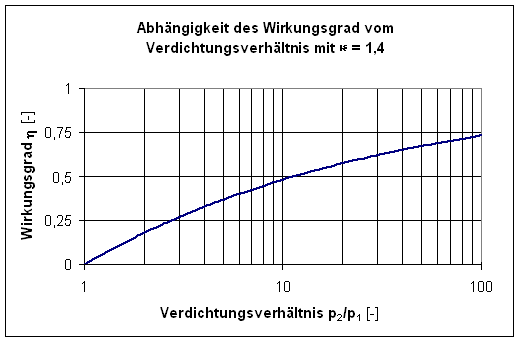
تغير الكفاءة مع تغير نسبة الضغطين p2/p1 عندما تكون

يبلغ معامل ثبات الإنتروبية «كابا» {\displaystyle \kappa } لغاز مثالي مثل الهيليوم أو الأرجون
5/3=
{\displaystyle 1{,}{\overline {6}}} ، وتبلغ
لغاز تتكون جزيئاته من ذرتين مثل الهيدروجين أو الأكسجين أو الهواء
7/5={\displaystyle \!1{,}4}
ولغاز تتكون جزيئاته من 3 ذرات مثل بخار الماء أو ثاني أكسيد الكربون
4/3={\displaystyle 1{,}{\overline {3}}}(انظر Herleitung der Wärmekapaizität von idealen Gasen).
ويتضح من ذلك أن دورة برايتون تكون أكثر كفاءة عندما تعمل بعاز مثالي مثل الهيليوم.
ولكن عندما نأخذ الحرارة النوعية للمادة والتوصيل الحراري ولزوجة المادة غاز حقيقي في الحسبان فنجد أن الهيدروجين يقدم لنا أكبر كفاءة.
إذا حددت المواد في الآلة درجة الحرارة القصوى
T3
يمكننا حساب درجة الحرارة المثلى T2 بعد الكبس، والتي تعطينا أكبر كاءة ممنكنة تحت تلك الظروف.
{\displaystyle T_{2,opt}={\sqrt {T_{1}T_{3}}}}

### إمكانية تحسين الكفاءة بزيادة عدد المراحل
نظرا لأنه في الغالب تخرج من ألة تمددية حرارة مرتفعة أعلى من درجة الحرارة الابتدائية فيمكن عن طريق مبادل حراري تحويل جزءا من تلك الحرارة إلى بداية العملية، تلك حرارة قادمة من الغاز العادم ولا نحتاج لتوفيرها بواسطة وقود إضافي.
في تلك الحالة يمكن حساب كفاءة الآلة كالآتي:
{\displaystyle \eta _{\text{regenerativ}}=1-{\frac {T_{\text{min}}}{T_{\text{max}}}}{\frac {p_{\text{max}}}{p_{\text{min}}}}^{\frac {\kappa -1}{\kappa }}}
حيث المعامل «كابا» هو معامل ثبات الإنتروبية.
وعن طريق ضغط متتابع لتمدد على مراحل مصحوبة بتدوير لحرارة العادم يمكن تحسين الكفاءة الحرارية للآلة من خلال:
- تدوير جزءا من حرارة العادم،
- يؤدي إخراج الحرارة إلى خفض نسبة الضغطين Pmax /Pmin ،
- يؤدي إمداد الحرارة إلى مرحلة التمدد يمكن زيادة النسبة بين الحجمين بعد وقبل التمدد.

بزيادة عدد مراحل الضغط وإخراج الحرارة زيادة كبيرة تتحول العملية إلى عملية كبس في ظروف عملية متساوية درجة الحرارة ، ويمكن وصف تلك العملية عندئذ بدورة إريكسون والتي تبلغ الكفاءة الحرارية فيها الكفاءة الحرارية لدورة كارنو.
{\displaystyle \eta _{\text{Carnot}}=1-{\frac {T_{\text{min}}}{T_{\text{max}}}}}

### دورة برايتون كآلة حرارية سهلة الصيانة
كما في محرك ستيرلينغ يمكن تشغيل الآلة الحرارية بطريقة دورة برايتون مع تزويدها بحرارة من الخارج، فتكتسب مزايا محرك ستيرلينغ.
كذلك بالنسبة إلى المفاعلات النووية لإنتاج الطاقة الكهربائية فهي تزود بضواغط طوربو تعمل بغاز الهيليوم ومزودة بكراسي تحميل مغناطيسية ورافعات من مواد مغناطيسية مسايرة Paramagnetic مما لا تحتاج إلى تشحيم لتقليل الاحتكاك. بذلك نتفادى استخدام شحوم تستلزم تجديدها بين حين وآخر.
وعلى وجه العموم فإن توربين غازي يعمل بطريقة دورة برايتون باستخدام غاز مثل الهيليوم أو الهيدروجين يكون أكثر كفاءة في إنتاج شغل ميكانيكي وفي نفس الوقت تقل فيه الحاجة إلى الصيانة.